# Umbabarauma
Umbabarauma è il primo singolo del gruppo alternative metal Soulfly, pubblicato nel 1998.

## Tracce
1. Umbabarauma (LP mix) – 4:13
2. Umbabarauma (World Cup mix) – 3:45
3. Tribe (extended version) – 5:54
4. Umbabarauma (World Cup mix - instrumental) – 3:38

## Formazione
Gruppo
- Max Cavalera - voce, chitarra
- Jackson Bandeira - chitarra
- Marcello D. Rapp - basso
- Roy "Rata" Mayorga - batteria

Altri musicisti
- Eric Bobo - percussioni
- Gilmar Bolla Oito - tamborim
- Jorge Du Peixe - tamborim